# Supriyadi
Supriyadi né le 13 avril 1923 à Trenggalek, Java oriental et mort le 14 février 1945 à Blitar, est un héros national indonésiens qui s'est rebellé contre l'occupation japonaise en 1945.

## Biographie
Supriyadi est né à Trenggalek le 13 avril 1923. Il fréquente le collège, puis une école de formation pour la fonction publique à Magelang. Cependant, la japonais ont envahi l'Indonésie avant qu'il n'obtienne son diplôme. Il est ensuite passé au lycée et a suivi une formation de jeunesse ("Seimendoyo") à Tangerang, Java occidental.

## Involvement with PETA
En octobre 1943, les Japonais créent une milice, PETA pour aider les forces japonaises contre les Alliés. Supriyadi a rejoint PETA et, après la formation, a été affecté à Blitar. Il était chargé de superviser le travail des Romusha travailleurs forcés. Le sort de ces travailleurs l'a incité à se rebeller contre les Japonais. Lorsque Supriyadi a rejoint PETA, il a reçu le grade de shodancho ou commandant de peloton.

## La rébellion Blitar
Lorsque le chef nationaliste Sukarno a rendu visite à ses parents à Blitar, des agents de PETA lui ont dit qu'ils avaient commencé à planifier une rébellion et ont demandé l'avis de Sukarno. Il leur a dit de réfléchir aux conséquences, mais Supriyadi, chef des rebelles, était convaincu que le soulèvement réussirait.
Aux premières heures du 14 février 1945, les rebelles ont attaqué les troupes japonaises, faisant de lourdes pertes. Cependant, les Japonais ont vaincu la rébellion et ont jugé les meneurs. Six (ou huit) des personnes ont été condamnées à mort et les autres ont été condamnées à des peines de prison allant de trois ans à la perpétuité. Cependant, Supriyadi n'aurait pas été exécuté. Certains ont dit que Supriyadi s'était échappé et s'était caché des Japonais,. Il n'a pas été revu après l'échec de la rébellion.

## Disparition
Le 19 août 1945, dans un décret gouvernemental émis par l'Indonésie nouvellement indépendante, Supriyadi est nommé Ministère de la Défense dans le cabinet présidentiel. Cependant, il ne s'est pas présenté et a été remplacé le 20 octobre par le ministre par intérim Muhammad Soeljoadikusuma. À ce jour, son sort reste inconnu,.
De nombreuses observations avant sa disparition avaient été signalées. Ronomejo, un kamituwo du village de Ngliman à Nganjuk, aurait accompagné Supriyadi jusqu'à sa cachette dans une grotte près de la cascade de Sedudo. Cependant, lorsque le père de Supriyadi, Damardi a visité l'endroit qu'il avait déjà quitté. Selon M. Nakajima, directeur de Taisei International Corporation, Supriyadi et ses deux compagnons sont restés une journée chez lui à Salatiga vers février et mars 1945, mais sont ensuite partis avant l'arrivée de Kenpeitai de Semarang.
S'il était en vie lors de sa nomination et avait pris ses fonctions, il aurait eu 22 ans et serait devenu le plus jeune ministre de l'histoire du pays. Il a reçu officiellement le titre de Héros national le 9 août 1975, donc le déclarant légalement mort car le titre n'est donné qu'à titre posthume.